# Universität der Großregion
Die Universität der Großregion (französisch Université de la Grande Région; UniGR) ist ein grenzüberschreitender Verbund von sieben Hochschulen im Kooperationsraum Großregion. Die folgenden Hochschulen gehören der Universität der Großregion an:
- Rheinland-Pfälzische Technische Universität Kaiserslautern-Landau
- Université de Lorraine
- Universität des Saarlandes
- Universität Lüttich
- Universität Luxemburg
- Universität Trier
- Hochschule für Technik und Wirtschaft des Saarlandes (Assoziierter Partner)

## Ziele
Die Universität der Großregion hat es sich zum Ziel gesetzt, einen grenzüberschreitenden Hochschul- und Forschungsstandort innerhalb der Großregion zu etablieren. Die Kooperation zwischen den Partner-Hochschulen soll sich über die Bereiche der Lehre, des Studiums, der Forschung sowie der Innovation erstrecken. Im Mittelpunkt stehen hier die Förderung der grenzüberschreitenden Mobilität der Studierenden und des Personals, die Entwicklung und der Ausbau von gemeinsamen Studienangeboten sowie die Vertiefung der bereits bestehenden gemeinsamen Forschungsprofile.
Der aktuelle Strategieplan der UniGR sieht im Bereich der Lehre und des Studiums die Schaffung neuer grenzüberschreitender Studienangebote sowie die Einführung des Europäischen Studierendenausweis, die schrittweise Synchronisierung der akademischen Kalender der Partner-Hochschulen, etwa durch einen gemeinsamen Mobilitätszeitraum, vor. Hinsichtlich des gemeinsamen Forschungsprofils ist die Einrichtung weiterer sogenannter Europäischer interdisziplinärer Kompetenzzentren geplant, welche die Forschungsstärken der Partnerhochschulen vereinen sollen. Damit zielt die Universität der Großregion darauf ab, mithilfe ihrer Expertise in der grenzüberschreitenden Zusammenarbeit politische und sozioökonomische Akteure der Großregion bei Fragen der regionalen Entwicklung zu unterstützen. Auch die Kooperation mit weiteren europäischen und internationalen Partnern in Hochschulwesen und Forschung soll laut Strategieplan vertieft werden.

## Geschichte
Bereits vor der Gründung der Universität der Großregion wurde eine Zusammenarbeit der Partner-Hochschulen im Rahmen der 1984 gegründeten Hochschulcharta Saar-Lor-Lux-Rheinland-Pfalz angestrebt. Bei dieser gegründeten Charta für Hochschulzusammenarbeit handelte es sich um einen Zusammenschluss von zuletzt elf Hochschulen innerhalb der Großregion, zu der auch die Hochschule Kaiserslautern, die Hochschule Trier, die Universität von Namur und die École Nationale Supérieure d’Architecture de Nancy zählten. Im Jahr 2008 wurde die Universität der Großregion durch ein Interreg IV A-Projekt (Laufzeit: Oktober 2008 – April 2013) mit den Projektpartnern Universität Lüttich, Universität Luxemburg, Université de Lorraine und der Universität des Saarlandes gegründet. Im August 2010 wurden auch die Technische Universität Kaiserslautern sowie die Universität Trier zu Vollpartnern ernannt. Die htw saar wurde im Jahr 2020 als assoziierter Partner aufgenommen. Die Verstetigung der UniGR erfolgte 2013, im Jahr 2015 erhielt die UniGR eine eigene Rechtsform.

## Struktur und Gremien
Das beschlussfassende Gremium der UniGR, der Rat der Universität der Großregion, verabschiedet die allgemeine Strategie des Verbunds sowie den Jahreshaushalt und wählt den Präsidenten der UniGR sowie seine Vertretung. Im Rat sind die Rektoren bzw. Präsidenten der Partner-Hochschulen vertreten. Der Rat wird in seiner Entscheidungsfindung vom Koordinationsausschuss unterstützt, welcher sich aus den Vizepräsidenten- bzw. Vizerektoren der sieben Partner-Hochschulen zusammensetzt. Die Perspektive der Promovierenden und Studierenden auf die Aktivitäten und Entwicklungen der UniGR wird vom Studierenden- und Promovierendenbeirat eingebracht. Akteure der Regional- und Landespolitik der Großregion sind zudem im Politischen Beirat vertreten. An jeder Partner-Hochschule fungieren Referenten als Ansprechpartner und unterstützen die in der Villa Europa in Saarbrücken ansässige zentrale Geschäftsstelle bei der Umsetzung der geplanten Aktivitäten und Maßnahmen.

## Studium

### Integrierte Studiengänge
Zwischen den sieben Partner-Hochschulen bietet die UniGR insgesamt 30 integrierte Studiengänge an, welche verschiedene Formen der Mobilität direkt in den Studienablauf integrieren. Die Universität der Großregion zielt darauf ab, dieses Studienangebot weiter auszubauen. So wurde u. a. im Jahr 2017 der trinationale Master in Border Studies eingeführt, welcher gemeinsam an vier Universitäten (Université de Lorraine, Universität Luxemburg, Rheinland-Pfälzische Technische Universität Kaiserslautern-Landau und Universität des Saarlandes) angeboten wird.

### Studierendenstatus
Die Studierenden der sieben UniGR-Hochschulen können über den UniGR-Studierendenstatus Lehrveranstaltungen bei den jeweiligen UniGR-Partnern besuchen und sich diese im Umfang von bis zu zehn ECTS-Kreditpunkte pro Semester für das eigene Studium an der Heimat-Hochschule anerkennen lassen. Der Studierendenstatus ermöglicht es den Studierenden auch, die Dienstleistungen der Bibliotheken und Mensen der Partner-Hochschulen in Anspruch zu nehmen.

### Mobilitätsfonds
Die Universität Lüttich, die Université de Lorraine, die Universität Luxemburg und die Universität des Saarlandes bieten ihren Studierenden und Promovierenden eine finanzielle Unterstützung in Form eines Fahrtkostenzuschusses an.

### UniGR-Doktortitel
Die Partner-Hochschulen der UniGR wollen ihren Promovierenden auch jenseits einer Cotutelle de thèse die Möglichkeit bieten, ihrer Promotion eine internationale Dimension zu verleihen. Aus diesem Grund wurde 2013 der sogenannte Europäische Doktortitel der Universität der Großregion, kurz UniGR-Doktortitel, ins Leben gerufen. Bedingung für den Erhalt des UniGR-Doktortitels ist u. a. ein sechsmonatiger Forschungsaufenthalt an einer weiteren UniGR-Hochschule.

### Schlüsselkompetenzen
Doktoranden der Universität der Großregion haben die Möglichkeit, an Kursen zu Schlüsselkompetenzen der jeweiligen UniGR-Partner teilzunehmen.

## Forschung
Um das gemeinsame Forschungsprofil der Partner-Hochschulen zu vertiefen und die Forschungsstärken der einzelnen Mitglieder in einem sogenannten Europäischen Kompetenz- und Wissenszentrum zu vereinen, wurde im Jahr 2014 das Europäische Zentrum für Grenzraumforschung UniGR-Center for Border Studies (kurz UniGR-CBS) gegründet. Das transdisziplinäre UniGR-Center CIRKLA – Metals and Materials in a Circular Economy, welches sich den verschiedenen Facetten der Kreislaufwirtschaft widmet, wurde im Jahr 2020 gegründet und befindet sich momentan im Aufbau.

### Förderung wissenschaftlicher Veranstaltungen
Grenzüberschreitende wissenschaftliche Veranstaltungen von Forschern der sieben Partner-Hochschulen werden von der Universität der Großregion in den Bereichen der Grenzraumforschung (Border Studies) und der Kreislaufwirtschaft- und Materialwissenschaft finanziell gefördert.

### Anschubfonds
Die Universität Lüttich, die Université de Lorraine, die Universität Luxemburg sowie die Universität des Saarlandes bieten ihren Wissenschaftlern finanzielle Unterstützung für den Aufbau bzw. die Vertiefung von Kontakten zu Kollegen der Partner-Hochschulen an.